# محله گلستان (کرمانشاه)
گلستان نام محله ای در منطقه یک کرمانشاه است که در جوار شهرک فرهنگیان فاز یک از جنوب غربی، برق از جنوب شرقی، ۲۲ بهمن از شمال شرقی و شهرک دادگستری از شمال غربی است. این محله دارای ساختمان‌های بلند و زیبایی واقع در چهارراه گلستان است.